# Salzburger Tagblatt
Das Salzburger Tagblatt war eine österreichische Tageszeitung der KPÖ.

## Geschichte
Das Salzburger Tagblatt wurde zwischen 1945 und 1963 herausgegeben. Es ist nicht zu verwechseln mit dem von der SPÖ herausgegebenen Neuen Salzburger Tagblatt, welches 1945 als Demokratisches Volksblatt gegründet und 1972 umbenannt wurde.

## Chefredakteure
- Max Stern (1945–1946)
- Walter Häuslmayer (1946)
- Fritz Lettner[1] (1946–1950)
- Adolf Scharf (1950–1957)
- Erwin Scharf (1957–1963)